# نيك لاندو
نيك لاندو (بالإنجليزية: Nick Landau)‏ هو كاتب بريطاني، ولد في القرن العشرين في المملكة المتحدة.